# 福高研修学園
福高研修学園（ふっこうけんしゅうがくえん）とは、現代ではめずらしい、公立高校付属の予備校。福岡県立福岡高等学校敷地内の食堂2階部にあった。福岡高等学校卒の学生が140人程入学し、外部からの生徒は少数であった。九州大学対策に強みを持っていた。福岡高校出身の者は施設費を納めなくてよいことになっていた。また、高校時代に福高模試という校内模試での得点によって授業料が割引されることもあった。福岡県内に唯一残る公立高校併設型の予備校であったが、平成27年度をもって閉鎖されることが決定した。
福高研修学園では体育の授業もあり、これは隣接する福岡高校の体育館を使って行われていた。さらに予備校として異色行事として研修生同士が切磋琢磨しながら大学合格を目指すという考え方から、春と秋の2回遠足があり秋は博多湾の能古島でバーベキューを行っていた。学園生は食堂も自由に使ってよく、食事の予約もできた。
また、質問などがあれば福岡高校の職員室に行き先生に質問することもできた。